# 馬倫巴
《馬倫巴》是款益智大型電腦遊戲，由波蘭電腦製造商Elwro的工程師維托爾德·波德戈爾斯基（Witold Podgórski）於1962年為奧得1003電腦製作。它改編自邏輯類遊戲尼姆遊戲。新聞雜誌《橫切面》曾經刊文討論1961年法國電影《去年在馬倫巴》中登場的尼姆遊戲變體（雜誌稱其為《馬倫巴》），備受啟發的波德戈爾斯基隨即為正在開發中的奧得1003編寫了這款遊戲，並在1963年安裝在該部電腦上。遊戲以單人模式進行，玩家與電腦的回合交替進行，雙方須輪流從一組道具中取走至少一個，取走最後一個道具的則為輸家。由於電腦總是下出最佳棋步，因此玩家幾乎無法戰勝。
與早期電子遊戲史內眾多作品一樣，《馬倫巴》並未廣泛流傳，僅停留在最初位置。Elwro拒絕發行或宣傳該遊戲，但後來波德戈爾斯基入讀位於華沙的軍事科技大學，並在同窗幫助下安裝於奧得1003上。在往後日子裏，遊戲未有重現在現代電腦之上，也沒有已知相片或文件說明它是如何遊玩或建立，唯一一台奧得1003更是處於非使用狀態並收藏於華沙科技博物館內，導致它成了亡佚作品。雖然遊戲玩法簡單，但它可能是波蘭第一款電腦或電子遊戲。

## 玩法

尼姆遊戲示例

在尼姆遊戲中，玩家輪流從一組道具（傳統上是火柴棍）中取走至少一個，依規則不同，取走最後一個道具的可能是輸家或贏家；遊戲選項則可透過數學來模擬。在《馬倫巴》默認遊戲模式之內，每次均有4排道具，每排分別有1、3、5、7個道具，拿到最後一個道具的人便是輸家。電腦會打印結果顯示玩家當前的比賽佈局。遊戲以單人模式進行，採取回合制。但是，無論哪方開始遊戲，電腦幾乎肯定會成為贏家，因為它總是作出完美的走子。
在最大設置下，遊戲可以生成8,000排，包含多達1萬億個道具，電腦需要一個小時來採取下一步行動。由於奧得1003沒有顯示器，因此遊戲不支援影像輸出。相反，遊戲是透過電傳打字機或打孔卡進行，電腦會在上面打印結果。

## 開發
Elwro是間成立於1959年的波蘭公司，總部位於波蘭弗罗茨瓦夫，主要設計和製造大型计算机和微型计算机。公司先在1960年推出首款大型電腦奧得1001，接著在1962年推出奧得1002，再在1963年推出奧得1003。當時，在弗羅茨瓦夫工業大學主修電子工程且專攻數學機器的維托爾德·波德戈爾斯基剛畢業。1955年，他在高中時首次聽說「電子大腦」的存在，並開始了為期五年的「數字機器」自動化研究。1961年10月10日，他獲Elwro聘用，負責奧得1001的相關工作，而他也在公司完成碩士論文。他開發了操作電腦內存的方法，使內容得以保存，從而為奧得1003鋪平道路。新機器使用現代晶體管開關，每秒可進行500次操作，奧得1003的磁鼓存储器容量為40KB。
1961年下旬，即波德戈爾斯基進入Elwro後不久，他偶然在新聞雜誌《横切面》上發現了尼姆這款邏輯遊戲。雜誌描述它是款雙人遊戲，玩家可從4排道具中取走任意數量，取走最後一個道具的便是輸家。雜誌將這款尼姆遊戲變體定名為「馬倫巴」，原因在於1961年法國電影《去年在馬倫巴》內的角色經常進行這類數學決鬥。及後，波德戈爾斯基細閱尼姆遊戲的原理，並從電影內的馬倫巴遊戲得到靈感。
在一個多小時的強制軍事課程內，波德戈爾斯基決定破譯馬倫巴算法，並將它保存為電腦可以理解的二進制系統。後來，他斷言該算法在電腦實現起來非常簡單，並且可以用兩個詞來表達，又指如果沒有人對此感興趣，他便會將其帶入墳墓。接著，他為奧得1003首部原型機編寫這款遊戲；當時該電腦正處於開發期，計劃安裝在弗羅茨瓦夫的波蘭軍隊軍事地形測量部。
遊戲由波德戈爾斯基獨自開發，他創建了算法，編寫指令清單並把它們打印在明信片大小的紙張上，又手動設置每個存儲單元的初始狀態。遊戲重心在於邏輯決鬥。他把遊戲設成無法戰勝：只要人類玩家犯了一個錯誤，電腦便勝利在望。雖然Elwro工廠的員工知道遊戲結果是先已決定，但不少人仍然自願參賽。然而，他們未能在標準16場比賽版本的《馬倫巴》上擊敗電腦，更遑論高難度的遊戲設置。

## 影響

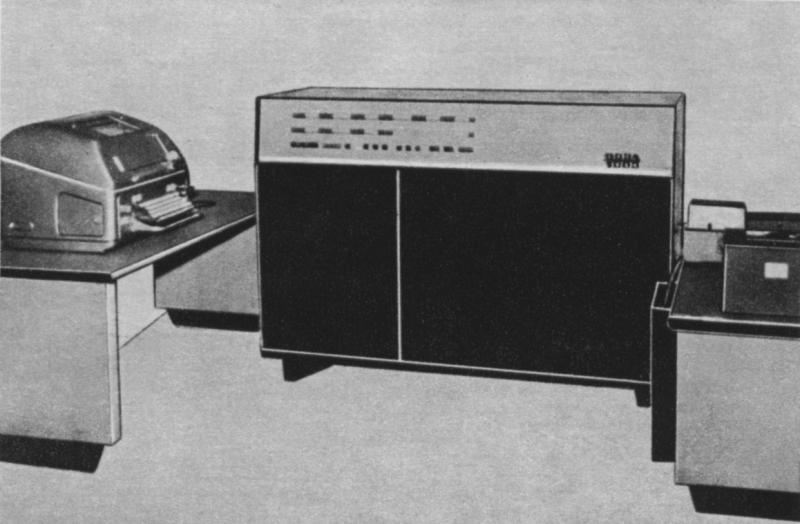
奧得1003大型電腦，攝於1974年

與早期電子遊戲史內眾多作品一樣，《馬倫巴》並未廣泛散佈，僅停留在最初位置。這歸因於當時大型電腦在全世界都十分罕見，通常只有政府機構、軍方或大型公司才會使用，而且一般不能作娛樂用途。1963年至1965年間，Elwro僅生產了42台奧得1003大型電腦。Elwro拒絕發行或宣傳該遊戲，而且它也大多被遺忘。完成遊戲開發後，波德戈爾斯基入讀位於華沙的軍事科技大學，並在同學波格丹·布萊亞（Bogdan Bleja）的幫助下於奧得1003上安裝，該電腦則由大學的操作員居間控制。任何學生都可以使用電腦來遊玩《馬倫巴》，但只能把預期輸入交給操作員，再由他將資訊傳遞給電腦。正如波德戈爾斯最初的遊戲實例，它基本上是無敵的，操作員甚至積極地勸阻人們遊玩。大學當局認為電腦只能用於重要軍事目的，故此他們想強行消除「為了邏輯遊戲而妨擾電腦的討厭行為」，並支持操作員的行動。深夜，當操作員離開後，玩家們便開始在大型電腦前舉行秘密會議。波德戈爾斯基回憶說，儘管人們知道根本無法在《馬倫巴》上擊敗電腦，但許多人還是花了很多時間試圖破譯算法或取得勝利。
在後來的日子裡，程序相對簡單的尼姆遊戲和《馬倫巴》變體成為波蘭境內第二受歡迎的電腦遊戲，僅次於井字棋。波蘭電視節目主持佛伊泰克·皮亞諾夫斯基（他後來在1970年代起擔任遊戲節目《命運輪盤波蘭版》主持二十年之久）曾向電視台提議製作以尼姆遊戲為題材的遊戲節目，稱參賽者可於Momik 8b迷你電腦上遊玩尼姆遊戲，並與電腦一較高下。與此同時，波德戈爾斯基繼續為Elwro打工，共同創造奧得系列電腦，不過他並沒有停止開發遊戲。當同僚從埃及帶來播棋變體後，他備受啟發，並把它製成電腦遊戲。但是，這次他並未打算創作一款無法戰勝的遊戲，而是加入了可調節的難度級別，旨在為玩家（不論新手還是老手）帶來有趣體驗。
作家巴托米耶·克魯斯卡（Bartłomiej Kluska）在其著作《波蘭位元》（Bajty Polskie）中指出，唯一一台奧得1003收藏於華沙科技博物館內，並處於非使用狀態，因此《馬倫巴》原始版本已成過去，只停留在玩家記憶之中。後來，遊戲未有重現在現代電腦之上，也沒有已知照片或文檔說明它是如何遊玩或創建。圖爾庫大學博士後研究員瑪莉亞·加爾達（Maria Garda）撰寫了題為《作為文化遺產的電腦遊戲》（Gry komputerowe jako dziedzictwo kulturowe）的期刊論文，她認為在遊戲原始元素沒有被保留的情況下，程序員只能用過去式來編寫這款遊戲，又指雖然可以在全新編程環境中重建《馬倫巴》的算法，但幾乎無法重現奧得電腦的晶體管。文章又對比了在現代遊玩《馬倫巴》和在50年後以原始設備遊玩《超级马力欧兄弟》所面對的挑戰。
《馬倫巴》被視為首批波蘭早期電子遊戲，它比《OiX》（1984年）、《貢謝尼察》（1985年）、《潘多拉的盒子》（1986年）早20年開發，也早於第一款在波蘭非常流行的遊戲作品《Tajemnica Statuetki》（1993年）。遊戲歷史學家巴特克·克魯斯卡（Bartek Kluska）在有關波蘭電子遊戲行業的基礎著作《波蘭位元》中斷言，經考究後發現《馬倫巴》相比之前擁有「波蘭早期電子遊戲」這一稱號的遊戲還要早24年誕生。然而，克魯斯卡也指出，1960年波蘭科學院數學裝置部程序員波格丹·米斯（Bogdan Miś）以XYZ電腦製作了井字棋遊戲，並使用國際象棋大小的網格。遊戲網站Gram.pl記者米哈烏·諾維奇（Michał Nowicki）認為，克魯斯卡的研究與之前更不精確的波蘭電子遊戲文章《從前的遊戲》（Dawno temu w grach）相比，使得「《馬倫巴》是波蘭第一款電腦或電子遊戲」的說法幾乎百分之百成立。然而，零售商Empik發文指，《馬倫巴》既簡單又缺乏影像輸出，以「電腦遊戲」一詞來描述它實屬誇張，更遠遠不及「電子遊戲」。
加爾達認為《馬倫巴》雖然簡單，但它作為波蘭早期電腦或電子遊戲之一，具有重要意義。然而，遊戲網站Gamezilla記者馬金·科斯曼（Marcin Kosman）指出創作波蘭電腦遊戲的首次嘗試基本上沒有引起注意。Gry-Online的雅切克·格沃瓦奇（Jacek Głowacki）則表示，儘管它默默無聞，但應該被視為現代波蘭電子遊戲產業的雛形，它的存在和創造均值得銘記。2018年，阿爾斯獨立電影節（Ars Independent Festival）舉辦了題為「從馬倫巴到諾維格瑞」的展覽，探討從《馬倫巴》到《巫师3：狂猎》（2015年）的波蘭電子遊戲產業史。

## 另見
- Nimrod，專門遊玩尼姆遊戲的電腦，完成於1951年
- 早期大型電腦遊戲
- 早期電子遊戲史

## 備註
1. ↑  大陆译名取自《数字游戏设计史》（2021年）[1]。

## 延伸資料
- YouTube影片：波蘭遊戲史 #1 （页面存档备份，存于）（波兰語）